# Archélaos II de Comana
Pour les articles homonymes, voir Archélaos.
Archélaos II de Comana (en grec Ἀρχέλαος) est grand-prêtre du temple de Bellone à Comana du Pont de 55 à 47 av. J.-C.

## Origine
Archélaos est le fils homonyme d'Archélaos de Comana. Son grand-père paternel était le fameux général de Mithridate VI, nommé lui aussi Archéalos.

## Grand-prêtre
Archélaos est comme son père un partisan de Pompée. Après la mort de son père en 55 av. J.-C. lors de sa tentative de devenir en Égypte le roi consort de Bérénice IV, il accède à la dignité de grand-prêtre du temple de Bellone à Comana, ce qui implique que lui échoit également le gouvernement de cette cité.
Lorsque  Marcus Tullius Cicéron exerce ses fonctions de proconsul de Cilicie en 51/juillet 50 av. J.-C., Archélaos appuie avec des troupes et des subsides financiers les éléments qui tentent de renverser le roi Ariobarzane III de Cappadoce au profit de son frère Ariarathe. Cicéron doit le contraindre à abandonner cette campagne de déstabilisation d'Ariobarzane III.
En 47 av. J.-C., Jules César, après sa victoire définitive sur Pompée et ses partisans, démet Archélaos de sa dignité de grand-prêtre et de son gouvernement de la cité de Comana. Il nomme à sa place un autre noble d'origine grecque, Lycomède, qui règne sur Comana jusque vers 29 av. J.-C..
Archéalos disparait alors de l'histoire.

## Union et postérité
Archaélos avait épousé Glaphyra Hetæra, une noble grecque de Cappadoce célèbre par sa beauté, avec qui il eut deux fils :
- Sisinnès ou Sisinna, prétendant au trône de Cappadoce contre Ariarathe X ;
- Archélaos de Cappadoce père de Glaphyra.